# Зотов, Павел Дмитриевич
Павел Дмитриевич Зотов (1824—1879) — русский генерал от инфантерии, участник Кавказских походов и русско-турецкой войны 1877—1878 гг.

## Биография
Происходил из дворян Санкт-Петербургской губернии, родился 6 (18) июля 1824 года. 
Воспитывался в 1-м кадетском корпусе, из которого был выпущен 2 августа 1843 года на службу прапорщиком в 14-ю артиллерийскую бригаду. В 1846 году он поступил в Военную академию, которую окончил в 1848 году — был вторым в выпуске после Гасфорта.
В 1849 году был причислен к генеральному штабу, участвовал в походе в Венгрию. В 1850 году он перевёлся в гвардейский генеральный штаб поручиком. Назначенный затем старшим адъютантом по части генерального штаба в штабе гвардейского корпуса и произведённый в штабс-капитаны, Зотов в 1853 году читал тактику старшим офицерам гвардии. В 1857 году он был произведён в полковники, отчислен от должности старшего адъютанта и назначен на службу в Кавказскую армию.
По прибытии в Тифлис Зотов, по распоряжению главнокомандующего, был командирован в Терскую область для участия в предполагавшихся там военных действиях. В сентябре того же года был предпринят набег в Аргунское ущелье, а в октябре составлен особый отряд для действий в Малой Чечне. За отличие в делах с горцами Зотов был награждён орденом св. Анны 2-й степени с мечами и назначен начальником штаба войск Терской области. В начале 1858 года действия в Чечне приняли серьёзный характер, и войска наши в целях прочного утверждения в Аргунском ущелье приступили к заложению его, которое сопровождалось горячими схватками с неприятелем и разорением многих аулов. Результатом этих действий было утверждение наших войск между Терском и верховьями Аргуна и изъявление покорности 13-ю горскими обществами. За участие в этих действиях Зотов в 1859 году был произведён в генерал-майоры, несмотря на то что в чине полковника был всего два года, и в том же году награждён орденом Св. Владимира 3-й степени с мечами за участие при взятии штурмом укрепленного аула Ведено, резиденции Шамиля.

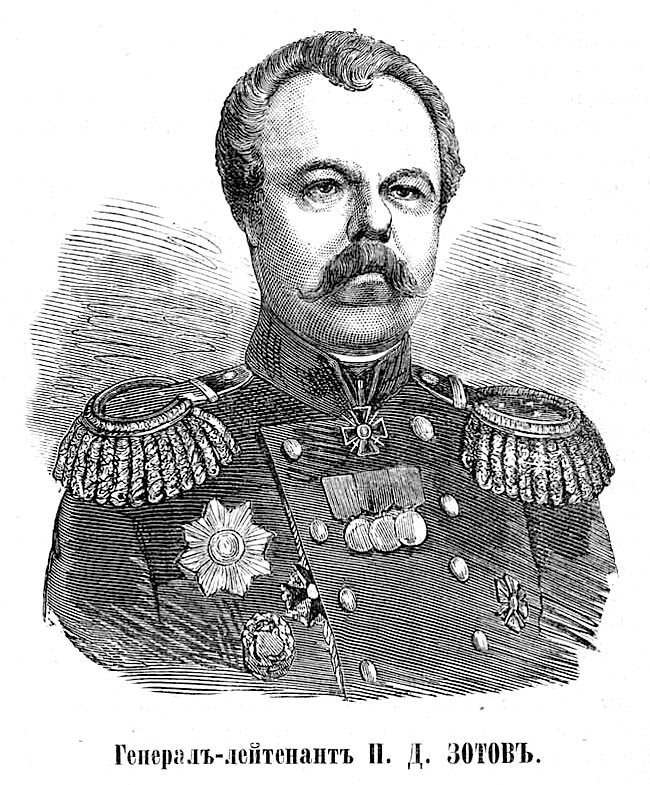

В 1861 году Павел Дмитриевич Зотов был назначен начальником штаба войск Кубанской области и находился в действующем Адагумском отряде, с которым совершил экспедицию по р. Шебш на правом берегу Кубани. За эти действия он награждён был орденом Св. Станислава 1-й степени с мечами и затем последовательно занимал должности генерал-квартирмейстера кавказской армии, помощника командующего войсками Кубанской области (1863 г., в том же году возглавлял Пшехский отряд) и командующего вновь сформированной 40-й пехотной дивизией.
Произведённый в 1864 году в генерал-лейтенанты и назначенный сначала начальником 2-й пехотной дивизии, а затем, в 1869 году, начальником 11-й пехотной дивизии, Зотов был зачислен в 1871 году по Генеральному штабу, а в 1872 году назначен начальником 28-й пехотной дивизии.
В 1877 году он был назначен командиром 4-го армейского корпуса, с которым принял участие в русско-турецкой войне 1877—1878 гг. Во время войны с Турцией, на его долю выпала тяжелая задача начальствования войсками под Плевной. После неудачного штурма Плевны 30 августа начальство над всеми облегавшими Плевну силами поручено было принцу Карлу Румынскому; Зотов, оставаясь при нём в качестве начальника штаба, фактически распоряжался действиями русских войск. Не проявивши должной энергии Зотов вскорости был заменён Тотлебеном. Этим и кончилась собственно боевая деятельность Зотова, вызвавшая на него много нареканий и обвинений в слабости и нерешительности. Тем не менее Зотов был награждён орденом Св. Александра Невского с мечами и алмазными знаками. Кроме этого он был награждён орденами: Св. Анны 1-й степени с императорской короной, Св. Владимира 2-й степени с мечами и Белого орла.
По окончании кампании он был назначен уже в чине генерала от инфантерии членом Военного совета и в этом звании оставался до дня кончины, последовавшей 19 ноября (1 декабря) 1879 года. Был похоронен на Тихвинском кладбище Александро-Невской лавры.
Зотов оставил после себя записки, касающиеся войны 1877—1878 годов. Они важны, во-первых, как свидетельство очевидца, во-вторых, как показания одного из самых главных деятелей войны 1877 года. Конечно, нельзя сказать, чтобы полное беспристрастие всегда руководило пером автора, человека во всех отношениях достойного, честного, благородного в высоком значении этого слова. Стоя в водовороте событий, вынося на себе массу неприятностей, нареканий и укоризн, он, весьма понятно, не мог не волноваться в тех или других неудачах и неприятностях. Строгий к себе, он иногда строг в отзывах и о других. Но не надо забывать, что записки свои он писал не для печати, исключительно для себя, а потому не может быть и сомнения в том, что писал вполне искренно: не было смысла заносить в свой дневник отзывы и заметки, в полной справедливости которых он не был глубоко и совершенно искренно убежден. Записки под названием «Война за независимость славян» были опубликованы в январском и февральском номерах журнала «Русская старина» за 1886 год: часть 1; часть 2.